# Алечхорн
Алечхо́рн (нем. Aletschhorn) — гора в Бернских Альпах, кантон Вале, Швейцария. Она находится в регионе Юнгфрау-Алеч, являющемся охраняемым природным объектом, внесённым в Список объектов Всемирного наследия ЮНЕСКО. Гора имеет такое же имя, как и лежащий у её подножия Большой Алечский ледник.
Её высота — 4 193 метра над уровнем моря (по другим данным — 4 195 м).

## География
Алечхорн является вторым по высоте пиком Бернских Альп, уступая только Финстераархорну (нем. Finsteraarhorn). На его северном склоне лежит ледник Алечфирн (нем. Aletschfirn), являющийся частью Большого Алечского ледника. На юго-западном склоне Алечхорна лежит Верхний Алечский ледник (нем. Oberaletschgletscher), а на южном склоне — Средний Алечский ледник (нем. Mittelaletschgletscher). Оба эти ледника входят в зону питания реки Масса (нем. Massa), которая вытекает из Алечского ледника и впадает в реку Рона.
Удалённое расположение посредине ледовых полей сделало Алечхорн, несмотря на его высоту, менее известным, чем вершины Юнгфрау и Эйгер, которые расположены на 10 км севернее.

## Альпинизм
Первовосхождение на Алечхорн было совершено почти через 50 лет после первого восхождения на Юнгфрау. Фактически, когда альпинисты пытались взойти на Юнгфрау, они использовали базовый лагерь на леднике Алечфирн у подножия Алечхорна.
Впервые на Алечхорн поднялся в 1859 году английский альпинист Фрэнсис Фокс Такет (англ. Francis Fox Tuckett) с местными проводниками Иоганном Иосифом Бенненом (нем. Johann Joseph Bennen), Петером Бореном (нем. Peter Bohren) и В. Таиррацом (нем. V. Tairraz). 18 июня они начали подъём со Среднего Алечского ледника (с южной стороны).
Как и многие другие горовосходители того времени, Такет взял с собой барометр и проводил научные наблюдения. В своих записках он отметил низкую температуру и очень сильный ветер, нёсший снег и сбивавший альпинистов с ног.
После того как они достигли вершины, Такет отделился от Беннена (они шли в одной связке), и с Бореном и Таиррацом начал спускаться по северной стене Алечхорна.
Он хотел спуститься непосредственно в долину Лёченталь (нем. Lötschental), но вскоре после начала спуска прямо из-под ног альпинистов сошла лавина. Они из осторожности повернули назад и спустились на Средний Алечский ледник.

### Маршруты восхождений на Алечхорн
| Маршруты                 | Сложность (по шкале нем.:SAC) | Время подъёма | Начальная точка                                                       | Населённый пункт в долине                              |
| ------------------------ | ----------------------------- | ------------- | --------------------------------------------------------------------- | ------------------------------------------------------ |
| Северо-восточный гребень | WS+                           | 4-5 часов     | Бивак на Среднем Алечском леднике (нем. Mittelaletschbiwak) (3 013 м) | Фиш (нем. Fiesch) (1 049 м)                            |
| Северо-западный гребень  | ZS, III                       | 8 часов       | Горный приют Обералечхютте (нем. Oberaletschhütte) (2 640 м)          | Блаттен-бай-Натерс (нем. Blatten bei Naters) (1 322 м) |
| Юго-восточный гребень    | ZS                            | 7-8 часов     | Горный приют Обералечхютте (2 640 м)                                  | Блаттен-бай-Натерс (1 322 м)                           |
| Юго-западное ребро       | ZS, II                        | 7-8 часов     | Горный приют Обералечхютте (2 640 м)                                  | Блаттен-бай-Натерс (1 322 м)                           |
| Ребро Хаслера            | ZS+, II                       | 7-8 часов     | Горный приют Конкордиахютте (нем. Konkordiahütte) (2 850 м)           | Гриндельвальд (нем. Grindelwald) (1 034 м)             |
| Северная стена           | S                             | 5-8 часов     | Горный приют Холландиахютте (нем. Hollandiahütte) (2 240 м)           | Гриндельвальд (1 034 м)                                |